# Ігор Гросу
Ігор Гросу (рум. Igor Grosu; нар. 30 листопада 1972, с. Андрушул-де-Сус, Кагульський район, Молдова) — молдовський політик, голова Парламенту Молдови з 29 липня 2021 року. З березня 2019 року депутат парламенту Молдови. Лідер (спочатку виконувач обов'язків) партії «Дія та Солідарність» з 9 грудня 2020 року.

## Кар'єра
Ігор Гросу став заступником міністра освіти Молдови при міністрі освіти Маї Санду. У серпні 2015 року прем'єр-міністр Молдови Валеріу Стрелець призначив Гросу головним консультантом прем'єр-міністра з питань науки, освіти, політики охорони здоров'я та соціального захисту. Наступний виконувач обов'язків прем'єр-міністра Георге Брега відправив Гросу у відставку через кілька місяців після його призначення.
Коли Майя Санду заснувала партію «Дія і Солідарність» (PAS) у 2015—2016 роках, Гросу приєднався як член-засновник партії та став генеральним секретарем партії. На парламентських виборах 2019 він балотувався від виборчого блоку «ACUM Platforma DA și PAS» у 20-му виборчому окрузі Стрешені, але зазнав поразки від чинного прем'єр-міністра Павла Філіпа. Однак він був обраний депутатом від загальнодержавного списку блоку ACUM, який посів 4 місце.
Він також заснував кілька неурядових організацій, таких як: Amnesty International Moldova, Національна допомога, Інформаційний центр неурядових організацій Молдови CONTACT (рум. Centrul național de asistență și informare a ONG-urilor din Moldova «CONTACT»), Асоціація підтримки демократії (рум. Asociația Pro-Democrație), Національна молодіжна рада Молдови (рум. Consiliul Național al Tineretului din Moldova) та Центр аналізу й оцінки реформ (рум. Centrul de analiză și evaluare a reformelor).
У грудні 2020 року, після перемоги Маї Санду на президентських виборах та її виходу з партії, Ігор Гросу став виконувачем обов'язків голови PAS. 25 березня 2021 року президент Санду призначила Гросу сформувати уряд, хоча вона висловила свою підтримку розпуску парламенту з метою проведення позачергових парламентських виборів. Проте парламентська більшість (фракції ПСРМ, Шор та екс-ДПМ) пропозицію відхилила. Парламент було розпущено 28 квітня, а позачергові вибори відбулися 11 липня того ж року.
На парламентських виборах 2021 Гросу очолював партійний список. PAS тоді показала найкращий результат на виборах серед усіх правих партій в історії Молдови (у відсотках): 52,80 % голосів (63/101 депутатів). 29 липня Гросу був обраний головою парламенту голосами 64 депутатів.

## Родина
Одружений на Інзі Гросу (рум. Inga Grosu). У нього троє дітей.